# Bul M5
Bul M5 je polavtomatska pištola, ki je nastala v izraelski tovarni Bul Transmark Ltd.

## Zgodovina
Pištola je nastala leta 1995 in je bila sprva namenjena samo športnim strelcem. Sprva so pištolo izdelovali samo v klasični obliki, kasneje pa so jo začeli tovarniško prirejati bolj zahtevnim strelcem in nanjo nameščati različne optične namerilne napreva in kompenzatorje odsuna.

## Opis
Bul M5 je izdelan iz jekla, le nekateri manj obremenjeni deli (sprožilec, platišča ročaja...) so izdelani iz plastičnih mas. Deluje na principu kratkega trzanja cevi (Browningov princip), in je v bistvu eden od klonov klasične pištole Colt M1911, po kateri ima prevzeto tudi varovalko, vgrajeno v ročaj pištole, ki sprosti kladivce šele, ko strelec objame ročaj. Pištola je sicer izdelana z več različnimi načini varovanja. Tako je na voljo le z omenjeno varovalko, lahko pa ima nad ročajem nameščeno še klasično varovalko kladivca, ki jo strelec sprosti s palcem. Na osnovnih modelih so merki nastavljivi, prirejene poštole pa imajo različne optične namerilne naprave (rdeča pika, optično napravo s povečavo,...). Osnovni modeli imajo prav tako bolj preproste plastične obloge ročaja, športni modeli pa so na voljo z aluminijastimi. Pištola je na voljo v kalibrih; 9 mm Luger, .40 S&W, .45 ACP.
Zaradi enostavnega delovanja, visoke odpornosti, ter zanesljivosti in natančnosti, je priljubljena pri uporabnikih vseh strelskih panog.

## Različice
- Bul M5 Commander
- Bul M5 Government
- Bul M5 Modified
- Bul M5 Ultimate Racer
- Bul M5 Ultra-X
- Bul M5 V-Jet